# Rafael Fernandes
Rafael Fernandes es un municipio en el estado del Rio Grande do Norte (Brasil), localizado en la microrregión de Pau dos Ferros. De acuerdo con el censo realizado por el IBGE (Instituto Brasilero de Geografía y Estadística) en el año 2000, su población es de 4.529 habitantes. Área territorial de 78 km².